# 拉翁 (厄尔-卢瓦省)
拉翁（法語：Laons）是法国厄尔-卢瓦省的一个市镇，属于德勒区。

## 地理
拉翁（48°42'14"N, 1°10'35"E）面积15.78 平方千米，位于法国中央-卢瓦尔河谷大区厄尔-卢瓦省，该省份为法国北部内陆省份，北起顺时针与厄尔省、伊夫林省、埃松省、卢瓦雷省、卢瓦-谢尔省、萨尔特省和奧恩省接壤。
与拉翁接壤的市镇（或旧市镇、城区）包括：马耶布瓦、沙坦库尔。

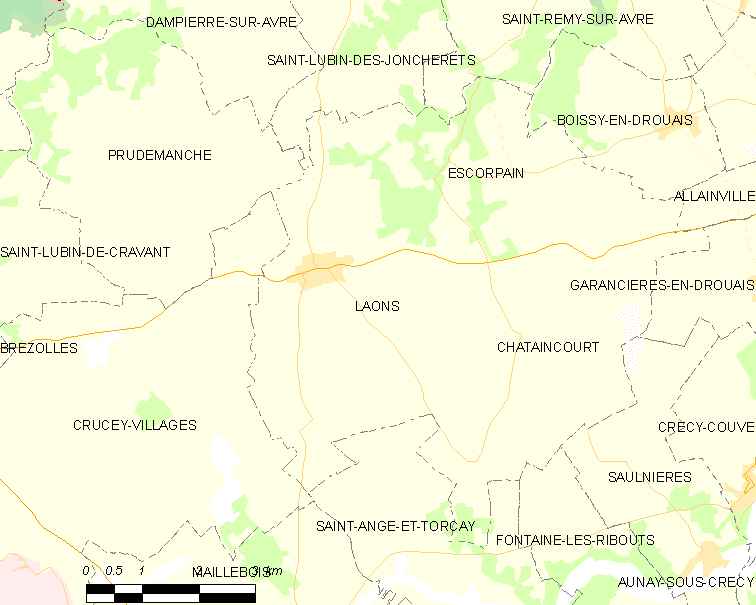
的OSM定位图

拉翁的时区为UTC+01:00、UTC+02:00（夏令时）。

## 行政
拉翁的邮政编码为28270，INSEE市镇编码为28206。

## 政治
拉翁所属的省级选区为圣吕班德容什雷县。

## 人口

1962-2008年间人口变化图示

拉翁于2022年1月1日时的人口数量为655人。